# Shimon Gershon
Shimon Gershon (hebreo: שמעון גרשון, nació el 6 de octubre de 1977) es un futbolista israelí que militaba en el Beitar Jerusalén, al que llegó en 2006, procedente del Hapoel Tel Aviv, donde era el capitán y al que tuvo que dejar después de que sus aficionados le pusieran el apodo de Boged (traidor).
Gershon empezó jugando desde muy joven en el Bnei Yehuda. Con el Hapoel, Gershon cosechó un doblete, además de una State Cup y una Toto Cup, además de ser parte de aquel histórico conjunto que alcanzó los 1/4 de final de la Copa de la UEFA en la 2001-02, dejando a equipos de la talla de Chelsea F.C. o Parma F.C. en el camino, y cayendo finalmente frente al Milán. Gershon también es un fijo en la selección nacional, donde acumula muchas participaciones. 
Además de su actividad futbolística, Gershon incursionó en la música, publicando su primer álbum junto a su esposa, la modelo Savi Gershon.

## Selección nacional
Fue internacional con la Selección de fútbol de Israel, jugó 50 partidos internacionales y anotó 4 goles.

## Clubes
| Club                | País   | Año       |
| ------------------- | ------ | --------- |
| Hapoel Tel Aviv FC  | Israel | 1996-2006 |
| Beitar Jerusalem FC | Israel | 2006-2010 |

## Palmarés

### Campeonatos nacionales
| Título                   | Club                | País   | Año  |
| ------------------------ | ------------------- | ------ | ---- |
| Copa de Israel           | Hapoel Tel Aviv FC  | Israel | 1999 |
| Premier League de Israel | Hapoel Tel Aviv FC  | Israel | 2000 |
| Copa de Israel           | Hapoel Tel Aviv FC  | Israel | 2000 |
| Copa Toto                | Hapoel Tel Aviv FC  | Israel | 2002 |
| Copa de Israel           | Beitar Jerusalem FC | Israel | 2006 |
| Liga Premier de Israel   | Beitar Jerusalem FC | Israel | 2008 |
| Copa de Israel           | Beitar Jerusalem FC | Israel | 2008 |
| Copa de Israel           | Beitar Jerusalem FC | Israel | 2009 |
| Copa Toto                | Beitar Jerusalem    | Israel | 2010 |